# Provincia di Nevşehir
La provincia di Nevşehir è una delle province della Turchia. Coincide sostanzialmente con la regione storica della Cappadocia

## Distretti

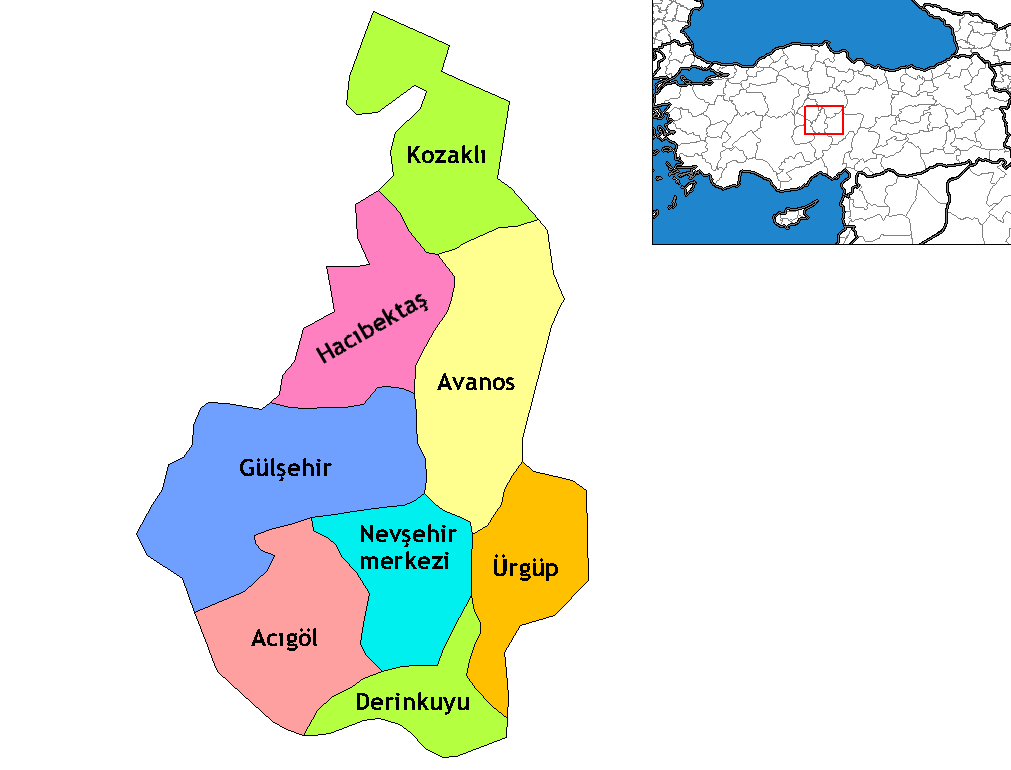
Distretti della provincia di Nevşehir

La provincia è divisa in 8 distretti: 	
- Acıgöl
- Avanos
- Derinkuyu
- Gülşehir
- Hacıbektaş
- Kozaklı
- Nevşehir
- Ürgüp